# Baeza Club de Fútbol
El Baeza Club de Fútbol es un equipo de fútbol del municipio de Baeza, Jaén, España.

## Historia
El Baeza Club de Fútbol fue fundado el 17 de septiembre de 1973, tras varios intentos infructuosos y algún cambio de nombre. Desde entonces es el equipo que representa a la localidad jiennense del mismo nombre. Actualmente compite en la máxima categoría del fútbol provincial denominada Primera Andaluza Jienense.

### Precedentes
El primer precedente en la localidad lo hallamos en las primeras décadas del siglo XX, con el conocido como Once Rojo, de carácter totalmente amateur. No fue hasta años después, una vez finalizada la Guerra Civil, cuando se creó el denominado Baeza Deportivo, que compitió en Regional Preferente, llegando a conseguir el ascenso a la Tercera División. La permanencia en esta categoría nacional sería sin embargo efímera, pues el club volvió a descender tras jugar en ella una única temporada, hecho al que siguió el cambio de denominación por la actual de Baeza C. F.

### Primeros años (1973-89)
Los inicios fueron dubitativos, pues el equipo no conseguía adaptarse a su nueva situación en Regional Preferente. No fue hasta la temporada 1987/88 en la que el club se alzó con el subcampeonato de la Regional Preferente y logró el derecho a disputar la promoción de ascenso a la Tercera División (Grupo IX); sin embargo el éxito no le llegó hasta la temporada siguiente (1988/89), en la que tras repetir subcampeonato regresó de nuevo a la Tercera División.

### Años en Tercera (1989-99)
En esta división estuvo por un período ininterrumpido de nueve temporadas haciendo, en lo que fue la "época dorada" del club, el mejor juego que se recuerda en la ciudad. El culmen de esta etapa lo representa la disputa de su primera participación en la Copa de S. M. el Rey en la temporada 1992/93, tras haber terminado la campaña de liga anterior en quinto lugar y firmar con ello la mejor temporada en la historia del club. En el torneo copero cayó eliminado en primera ronda ante el Polideportivo Ejido. Para esta ocasión fue necesario instalar los actuales focos del Estadio Municipal, al exigir la R.F.E.F. una iluminación mínima para este tipo de competiciones estatales. Finalmente, en la temporada 1998/99 el equipo no responde a las expectativas suscitadas y acaba penúltimo clasificado liguero regresando a Regional Preferente.

### Nuevo milenio

#### 2000/01
Tras varios años intentando jugar la fase de promoción, será en la primera temporada del nuevo siglo (2000/01) cuando el club, debido a la escasez de recursos económicos, se plantee un cambio de proyecto y pase a contar con los canteranos y la gente de la casa. Los resultados no acompañaron al equipo, que quedó penúltimo clasificado y consumó un nuevo descenso, en este caso a la Primera Provincial, la categoría más profunda del fútbol provincial.

#### 2001-04
En la temporada 2001/02 el club volvería a la senda del triunfo, proclamándose subcampeón del grupo segundo de la primera provincial. Sin embargo, el ascenso nunca se produciría ya que meses más tarde la entidad iba a quedarse sin equipo por falta de fondos. Hubo que esperar hasta la temporada 2003/04 en la que (esta vez sí) el club ascendería a Regional Preferente de Andalucía.

#### 2004-06
La temporada 2004/05 supuso para el equipo (dirigido por el ubetense Manuel Ruiz) una difícil adaptación a la categoría, que se vio reflejada en una primera vuelta marcada por los errores; sin embargo, una gran segunda vuelta hizo que el equipo remontará puestos en la tabla clasificatoria y finalizará el campeonato en tercer lugar, obteniendo el derecho a disputar (frente al tercer clasificado de la Regional Preferente Malagueña) una promoción de ascenso a la Primera Andaluza, una categoría creada la temporada anterior, y en la que el Baeza C.F. jugaría en un grupo formado por equipos de Málaga y Jaén. En la eliminatoria disputada, primero en Baeza (1-2) y luego en Marbella (0-2), el equipo no tuvo éxito, de modo que en la temporada 2005/06 el combinado baezano jugaría por segunda vez consecutiva en Regional Preferente, dominando su grupo de principio a fin, sin abandonar el primer puesto en ninguna fase del campeonato, y proclamándose vencedor con varias jornadas de adelanto. De este modo, consiguió por primera vez en su historia este trofeo, además del galardón como conjunto más deportivo de la categoría, trofeo que otorga Radio Jaén de la Cadena Ser.

#### 2006/07
La temporada 2006/07 supuso el debut en la categoría autonómica: la Primera Andaluza (Grupo Tercero). Merced al cambio de entrenador en la primera vuelta del campeonato por el argentino Roberto Romero, el equipo consiguió salvar la categoría. Con la llegada de este técnico, y algunos refuerzos en varias líneas del campo, el conjunto consigue la permanencia finalizando en decimocuarta posición (la primera de la permanencia) con un balance de 34 puntos. La salvación matemática llegó en la última jornada del campeonato en partido celebrado frente al filial del Real Jaén C.F. en el Estadio de la Juventud de Mancha Real, donde el club baezano remontó el partido alcanzando un marcador final de dos a cuatro.

#### 2007/08
En la temporada 2007/08 el equipo tenía el mismo objetivo: permanecer en la categoría andaluza. Continuaba al frente el técnico Roberto Romero que entonces sí pudo hacer una plantilla a su medida, de modo que el conjunto consigue salvar la categoría de forma matemática a falta de varias jornadas para concluir el campeonato, y con una diferencia de seis puntos con respecto a los puestos de descenso. El conjunto rojillo finalizó pues en duodécimo lugar de una categoría que se había ampliado de 16 a 18 equipos, por lo que se repescó al Juventud de Torremolinos que la temporada anterior había quedado por detrás de los baezanos en puestos de descenso, y que curiosamente en esta temporada quedó en tercer lugar de la tabla y jugó la promoción de ascenso por vacante al Grupo Noveno de la Tercera División.

#### 2008/09
En la temporada 2008/09 Miguel Perales Rentero deja su cargo de presidente tras cinco campañas contento de "haber dejado al Baeza C.F. en la categoría que se merece". Su sucesor, Antonio Garrido Santoyo, empieza por fichar como técnico al ubetense Juan Latorre. El equipo es cuestionado en las últimas jornadas, al sufrir un bajón de juego y motivación que lo lleva a dejar de lado la lucha por la promoción de ascenso, finalizando séptimo (la mejor posición clasificatoria en este Grupo Tercero) con 47 puntos en 32 jornadas e igualado con el sexto clasificado, el malagueño C.D. Atlético Benamiel, que lo superó por gol average.

#### 2009/10
En esta temporada el conjunto baezano consigue mantener la categoría acabando en décima posición con 46 puntos, cuatro por encima de la zona de descenso.

#### 2010/11
En esta temporada ha de tomarse una decisión dura para la afición, tras la crisis económica mundial, y renunciar a la plaza en el grupo andaluz: el club no puede costearse la continuidad en la categoría y tiene que militar de forma irrevocable en la Regional Preferente. Así, el equipo no consigue enganchar al público a pesar de tener una plantilla formada por baezanos al 85 por ciento. Es dirigido, en su tercera etapa en el club, por Roberto Romero. Mientras, los temas extra deportivos (el presidente Antonio Garrido Santoyo es imputado en un caso de estafa debiendo producirse un cambio en la presidencia que asume Francisco Luna) no llegan a afectar los resultados de la competición: durante toda la segunda vuelta el equipo estuvo metido en la zona de ascenso. En la última jornada contra el Linares Deportivo (al que se le hizo el pasillo por ser campeón con varias jornada de adelanto) los baezanos tuvieron que remontar, en el tramo final del partido, un gol del combinado azulillo y conseguir, en el último segundo, el gol que les diera, como subcampeones, el ascenso de categoría para delirio de todos los aficionados.

#### 2011/12
En esta temporada hay nuevo cambio de directiva, esta vez presidida por Cristóbal García Martínez, que pone a un hombre de su confianza en el banquillo, el ubetense Juan Padilla, el cual regresa a los banquillos de la provincia tras varios años sin dirigir ningún equipo pero formándose hasta conseguir la licencia UEFA como técnico. El equipo en una complicada temporada dónde muchos de los jugadores abandonan el plantel otros que no aprueban la metodología del entrenador ubetense unido a los malos resultados que hace que el equipo durante toda la temporada está situado en los puestos bajos de la tabla en un intento de revulsivo decide rescindir al técnico ubetense y decide contar con los servicios ya iniciada la segunda vuelta de un buen conocedor de la categoría y de la casa como es el entrenador hispano argentino Roberto Romero, el cual mejora los números y que a punto consigue el objetivo de permanecer en la categoría pero finalmente no realiza la proeza y desciende junto al Atlético Marbellí que se retiró de la competición, el Malaka CF (Regional Preferente Málaga) y el Baeza CF (Regional Preferente Jaén). 

#### 2012/13
Toca asimilar el papel de favorito de la categoría y para ello la directiva con algunos hombres nuevos en la directiva de peso como es el de Paco Luna deciden contar para el banquillo con un baezano que tiene formación y que tiene experiencia con la base y es de la casa como es Rafael Perales el cual conforma un gran plantel con mucha cantera como protagonista del plantel y algunos jugadores de la comarca que dan el salto de calidad que necesita el equipo.
Tras cumplimentarse las 30 jornadas del campeonato el Atlético Porcuna consigue el campeonato, el subcampeonato recae sobre el CD Navas que renuncia ser partícipe en el grupo tercero de la Primera División Andaluza y el tercer puesto recae para los baezanos sumando 53 puntos ya que fue sancionado en el computo de puntos con uno por el comité de competición, por lo que una nueva temporada tendrán que jugar en la misma categoría.

#### 2013/14
En esta temporada pocos retoques tiene la plantilla ya que la metodología impuesta por el club es seguir la línea de lo que viene en la cantera y dar continuidad a los jugadores locales, algunas bajas y altas como es habitual con algún jugador que completa el plantel siendo de la comarca en la segunda temporada como Rafael Perales y todo su personal en el cuerpo técnico.
El Baeza CF durante toda la temporada ocupa los primeros lugares igual que la pasada temporada, pero no le sirve para asaltar los puestos de privilegio de la tabla clasificatoría dónde el campeón tras 30 jornadas del campeonato recae sobre el CD Úbeda Viva que sumó 70 puntos para posteriormente renunciar a la categoría predecesora, el subcampeonato fue a parar al Mengibar CF que sumó 68 puntos, mientras que el tercer lugar  fue para el CD Tuccitana de Martos y que no compitió sorprendentemente en la siguiente temporada, quedando el representativo de la ciudad patrimonial en quinto lugar con un bagaje de 51 puntos con 16 victorias, 3 empates y 11 derrotas.

#### 2014/15
Llegó Paco Luna a la presidencia y lo primero que tiene que hacer en buscarse un técnico de garantías para el conjunto patrimonial y la confianza recae en un exfutbolista profesional de la provincia como es Cidoncha, que como misión tenía terminar lo más arriba posible y mejorar los números del anterior técnico, pero el objetivo no se cumplió se utilizaron hasta 29 jugadores en los 30 partidos disputados en la competición provincial siendo el grueso del plantel de jugadores locales en una buena mezcla entre veteranía y juventud, pero que no estuvo a la altura y finalmente estuvieron más cerca al concluir la temporada del descenso de la categoría que de los puestos de privilegio, pero finalmente se salvó una temporada de trámite con un discreto noveno lugar, con una puntuación final de 40 puntos con unos guarismos de 11 victorias, 7 empates y 12 derrotas. Quedando campeón el CD Torreperogil con un total de 62 puntos, el cual es debutante en la categoría y consigue a pesar de ello el título, como subcampeón el Mengíbar CF con 60 puntos y que renuncia al ascenso ya que no forma a la siguiente temporada equipo federado por lo que únicamente el campeón promociona de categoría.

#### 2015/16
El técnico jienense José María Cidoncha abandona tras la temporada el proyecto ya que se marcha a un histórico del fútbol nacional como es el CD Badajoz a trabajar en su secretaría técnica por lo que los mandos del cuadro baezano recae una vez más sobre Roberto Romero y por tanto ya la quinta etapa del técnico que mejor recuerdo ha dejado a la parroquia baezana donde destaca su profesionalidad y respeto al juego.
Como es habitual en los conjuntos de Roberto Romero Sebastinelli mezcló la juventud de los jugadores recién salido tras su paso por la cantera baezana con la veteranía de jugadores de la comarca y alguno de la provincia que hicieron que hasta un total de 29 efectivos completaran las 30 jornadas de la última temporada con la denominación de Regional Preferente de Jaén, donde tras haber restructuración de categorías impuesto por la RFAF, el campeón provincial ascendía directamente a la reciente creada División de Honor para el siguiente curso, recayendo el título al conjunto filial del Linares Deportivo que sumó 61 puntos, mientras que el subcampeonato fue a parar al CD Úbeda Viva que junto a otros once equipos incluidos el Baeza CF que finalizó la misma en octavo lugar con 44 puntos con 13 victorias, 5 empates y 12 derrotas promocionaron todos ellos a la reciente creada Primera Andaluza Jienense.

#### 2019/20
El Baeza CF terminó la temporada siendo líder del grupo en Primera Andaluza Jienense, ascendiendo matemáticamente a la División de Honor Andaluza 2020/21 por la pandemia del COVID-19.

## Trofeo Patrimonio de la Humanidad
Es un torneo que se disputa en las ciudades de Úbeda y Baeza, que se alternan cada temporada como sede del mismo. Han venido participando en él los equipos de ambas ciudades junto a un combinado de la promoción vigente de la Academia de Guardias y Suboficiales de Baeza. Con este formato el torneo ha celebrado un total de cinco ediciones consecutivas, saliendo el Úbeda Viva vencedor en dos ediciones, el Baeza C.F. en otras dos y el combinado militar en una única ocasión. A partir de la temporada 2010/11, y debido al reducido número de alumnos con el que ahora cuenta la academia, el torneo se ha convertido en un enfrentamiento entre el Baeza C.F. y el Úbeda Viva.

## Palmarés
- Campeón del segundo en la Primera Provincial de Jaén
- Dos veces subcampeón de su grupo en la Primera Provincial (2003/04)
- Campeón de la Regional Preferente, Grupo VI (2005/06)
- Tres veces subcampeón de la Regional Preferente Jiennense (2010/11), (1989/90)
- Subcampeón de la Copa Subdelegado del Gobierno (1975)

## Plantilla
Actualizado a 31 de julio de 2011

## Entrenadores
- 2012/2015 Rafa Perales
- 2011/2012 Juan Padilla Jerez (destituido) y Roberto Romero
- 2010/2011 Roberto Romero
- 2009/2010 Juan Latorre
- 2008/2009 Juan Latorre
- 2007/2008 Roberto Romero
- 2006/2007 Manuel Ruiz Varela (destituido) y Roberto Romero
- 2005/2006 Manuel Ruiz Varela
- 2004/2005 Manuel Ruiz Varela
- 2003/2004 Juan Pérez Herrera (destituido) y Manuel Ruiz Varela
- 2002/2003 Desierto
- 2001/2002 Santiago Checa Requena
- 2000/2001 Manuel Martínez Ríos
- 1999/2000 Julio Fernández “Chicote”
- 1998/1999 Juan Lucena / Manuel Martínez Ríos
- 1997/1998 Roberto Romero
- 1996/1997 Fernando Oya
- 1995/1996 Ismael Almazán
- 1994/1995 Roberto Romero
- 1993/1994 Raimundo Linares (destituido) y José M. Casas
- 1992/1993 Juan Hurtado (destituido)/ Raimundo Linares
- 1991/1992 Juan Hurtado
- 1990/1991 Luis Fiñana
- 1989/1990 Luis Fiñana